# Ione taiwanensis
Ione taiwanensis is een pissebed uit de familie Bopyridae. De wetenschappelijke naam van de soort is voor het eerst geldig gepubliceerd in 1995 door Markham.